# L'ombra del dubbio (film 1993)
L'ombra del dubbio (L'ombre du doute) è un film del 1993 diretto da Aline Issermann.